# UIC-Kabel

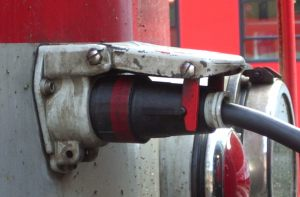
UIC 558-Stecker

Als UIC-Kabel wird das Kabel bezeichnet, das in der Regel innerhalb der Wagenübergänge von Reisezügen gekuppelt wird und der Datenübertragung dient. In Deutschland wird das UIC-Kabel häufig auch als IS-Leitung („Informations- und Steuerleitung“) bezeichnet.

## Standard UIC 568
Mit der ersten Veröffentlichung des UIC Merkblatt 568 Lautsprecheranlagen und Fernsprecheinrichtungen wurde ein 13-adriges Kabel mit Stecker definiert, mit welchem in erster Linie eine einheitliche Schnittstelle zwischen der Lokomotive und den Reisezugwagen eines Zuges geschaffen wurde. Dieses dient zur Signalübertragung und Fernsteuerung der Lautsprecheranlagen, der Beleuchtung und des Fernschließen der Einstiegstüren.
Der Norm entsprechende Lokomotiven haben normalerweise an jeder Stirnseite zwei Buchsen, die Kabel werden von Wagen zu Wagen weitergeführt.
Von einzelnen Bahnverwaltungen wurden der Funktionsumfang gegenüber dem UIC-Standard erweitert, um über diese standardisierte Schnittstelle mehr Informationen übertragen zu können. So wurde beispielsweise in den 1970er Jahren in Deutschland die Zeitmultiplexe Wendezugsteuerung (ZWS) entwickelt, welche über das Adernpaar 10 und 11 übertragen wird.
Die ÖBB erweiterten für ihr Fernsteuerkonzept ab 1989/1990 das 13-polige UIC-Kabel um zwei weitere auf 15, da zu diesem Zeitpunkt noch keine UIC-Norm für Fernsteuerungen via Zugbus existierte wurden im Rahmen einer Interimslösung eine Fernsteuerung über diese zusätzlichen Adern realisiert. Mit der Veröffentlichung des neuen Merkblattes 558 wurde das Fernsteuerkonzept entsprechend angepasst.

## Standard UIC 558
Es wurden Versuche unternommen, das 13-polige UIC-Kabel auch für einen kompletten Kommunikationsbus (Train Communication Network, TCN) zu nutzen, wobei sich allerdings zeigte, dass der Abwärtskompatibilität zuliebe bei der Verwendung mit nicht umgebauten Wagen ein 18-poliges Kabel vorzuziehen ist. Außerdem ist für den Kommunikationsbus ein abgeschirmtes Kabel notwendig, welches bisher nicht vorhanden war. Dies führte zur Entwicklung des 18-poligen UIC-Kabels nach dem UIC-Merkblatt 558 Fernsteuer- und Informationsleitung, welches 1993 als Entwurf vorlag und 1996 veröffentlicht wurde. In diesem Rahmen wurde auch das UIC Merkblatt 568 geändert und das 13-polige UIC-Kabel entfiel dort. Neue Fahrzeuge sind daher mit dem 18-poligen Kabel ausgestattet, wohingegen ältere, nicht umgebaute Fahrzeuge noch mit dem 13-poligen UIC-Kabel ausgerüstet sind. Ein 13-poliger Stecker ist mit einer 18-poligen Dose verbindbar und überträgt die Signale der 13-poligen Ausführung.
Die zusätzlichen Kontakte 14, 15 und 16 werden von verschiedenen Eisenbahnverkehrsunternehmen für die seitenselektive Türsteuerung und die Kontakte 17 und 18 als Wire Train Bus (WTB) des TCN verwendet. Die Adern Nummer 17 und 18 müssen dafür als verdrilltes Leitungspaar mit Schirm ausgeführt sein.
Der Deckel der 18-poligen Kabeldose und der Stecker sind an der roten Streifenmarkierung erkennbar.

## Weiterentwicklung IRS 50558

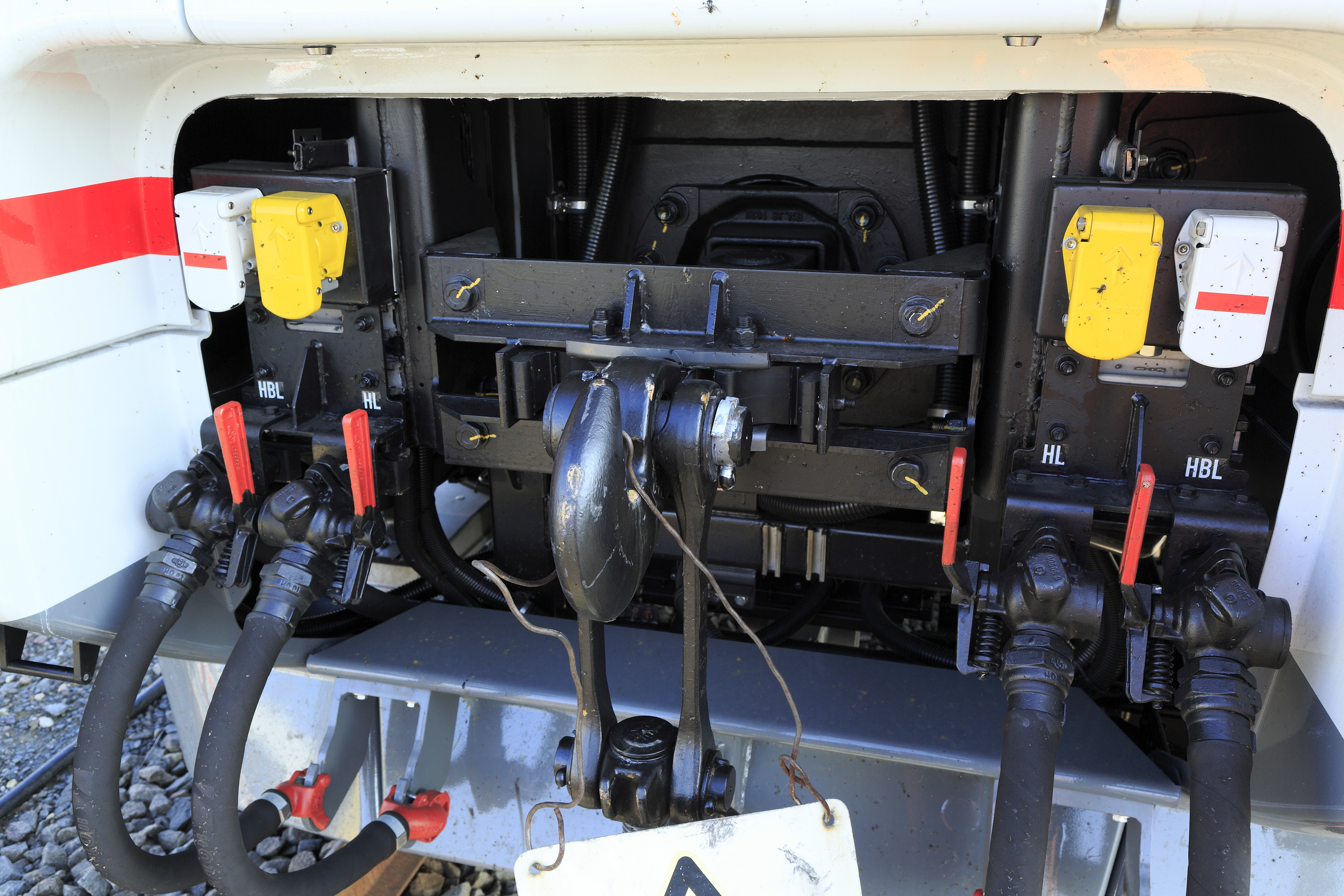
UIC-Dosen nach IRS 50558: die beiden inneren, gelben Dosen sind für das 24-polige und die weißen mit rotem Streifen für das 18-polige UIC-Kabel

Um den weiter gestiegenen Anforderungen der Informationsübertragen gerecht zu werden, wurde der Ethernet Train Bus (ETB) entwickelt. Dies bedingte eine komplette Aktualisierung des UIC Merkblattes 558, welche in Form des IRS-Standards 50558 durchgeführt wurde. Der 2017 veröffentlichte Standard enthält ergänzend zum bisherigen 18-poligen ein 24-poliges UIC-Kabel. Gegenüber dem 18-poligen UIC-Kabel hat sich die Belegung der ersten 16 Adern nicht geändert. Die Adern 17/18 wurden hingegen durch ein 8-poliges Ethernet Kabel ersetzt.
Stecker und Steckdosen des 24-poligen UIC-Kabels sind an der gelben Farbe erkennbar.

## Normierte Funktionen, Belegung der Adernpaare
| Adernr. | Funktion                                                                                           | 13-poliges UIC-Kabel | 18-poliges UIC-Kabel | 24-poliges UIC-Kabel |
| ------- | -------------------------------------------------------------------------------------------------- | -------------------- | -------------------- | -------------------- |
| 1/2     | Tonübertragung zu Endverstärkern, 2 V ~ 100…8000 Hz                                                | x                    | x                    | x                    |
| 3-/4+   | Dauersignal 24 V = Sprechverbindung zum Lokführer, Modulation maximal 2 V ~ 100…5000 Hz            | x                    | x                    | x                    |
| 3+/4-   | Sprechverbindung zur Zentrale, Modulation maximal 2 V ~ 100…5000 Hz                                | x                    | x                    | x                    |
| 5+/6-   | Dauersignal 24 V = Einschaltung Lautsprecheranlage                                                 | x                    | x                    | x                    |
| 7+/8-   | Dauersignal 24 V = Vorrang für Durchsagen (unterbricht Musik oder lokale Lautsprecher-Einspeisung) | x                    | x                    | x                    |
| 9+/12-  | Impuls 24 V = Türschließung                                                                        | x                    | x                    | x                    |
| 10+/12- | Impuls (< 2 s) 24 V = Beleuchtung ein                                                              | x                    | x                    | x                    |
| 11+/12- | Impuls (< 2 s) 24 V = Beleuchtung aus                                                              | x                    | x                    | x                    |
| 13      | Kabelabschirmung für alle Adern                                                                    | x                    | x                    | x                    |
| 14+/12- | Impuls (< 2 s) 24 V = Freigabe Türen links                                                         |                      | x                    | x                    |
| 15+/12- | Impuls (< 2 s) 24 V = Freigabe Türen rechts                                                        |                      | x                    | x                    |
| 16+/12- | Ruhestromkreis, Rückmeldung alle Türen geschlossen                                                 |                      | x                    | x                    |
| 17/18   | Datenleitung verdrillt (Zugbus) für WTB nach UIC 558                                               |                      | x                    |                      |
| S       | Schirm für Leitung 17/18                                                                           |                      | x                    |                      |
| 21      | Ethernet                                                                                           |                      |                      | x                    |
| 22      | Ethernet                                                                                           |                      |                      | x                    |
| 23      | Ethernet                                                                                           |                      |                      | x                    |
| 24      | Ethernet                                                                                           |                      |                      | x                    |
| 25      | Ethernet                                                                                           |                      |                      | x                    |
| 26      | Ethernet                                                                                           |                      |                      | x                    |
| 27      | Ethernet                                                                                           |                      |                      | x                    |
| 28      | Ethernet                                                                                           |                      |                      | x                    |

## Nicht normierte Funktionen, Anwendung in einzelnen Ländern
| Adernr. | Funktion | Anwender     |
| ------- | --- | ------------ |
| 9+/12-  | Dauerbefehl 24 V = Türen (dauerhaft) blockiert halten – System TB0                                                                        | DB           |
| 9-/12+  | Impuls (< 30 s) 24 V = Notbremse überbrücken – DB-ep-Bremse                                                                               | DB, ÖBB, SBB |
| 10-/12+ | Impuls (< 20 s) 24 V = ep-Bremsen – DB-ep-Bremse                                                                                          | DB, ÖBB, SBB |
| 11-/12+ | Impuls (< 60 s) 24 V = ep-Lösen – DB-ep-Bremse                                                                                            | DB, ÖBB, SBB |
| 9/10    | Dauersignal 2 V ~, 1 kHz von Lok, Betätigen der Notbremse bewirkt Kurzschluss dieses Signals                                              | DB, ÖBB, SBB |
| 7/9     | 6 V ~, 9600 Hz Kanal für Zeitmultiplexe Triebfahrzeugsteuerung                                                                            | SNCF         |
| 10/11   | 6 V ~, 19200 Hz Kanal für Zeitmultiplexe Triebfahrzeugsteuerung                                                                           | SNCF         |
| 10/11   | < 950 mV; 69,6, 96, 120 und 165 kHz-Kanäle für Zeitmultiplexe Wendezug-, Doppeltraktions- oder Mehrfachtraktionssteuerung (ZWS, ZDS, ZMS) | DB           |
| 7+/12-  | Impuls 24 V = Richtungsanzeige für ausgelöste Notbremse                                                                                   | SNCB         |
| 7+/8-   | Dauersignal 24 V = Durchsage Außenlautsprecher                                                                                            | ÖBB          |
| 9/10    | Eil-Net Nachtverkehrswagen | VR           |
| 11/12   | < 16 V ~ Train-Net IC-Wagen | VR           |
| 14+/12- | Dauersignal 24 V = Blockieren Türen links (invers zu Normierung, ÖBB-Fernsteuerkonzept)                                                   | ÖBB          |
| 15+/12- | Dauersignal 24 V = Blockieren Türen rechts (invers zu Normierung, ÖBB-Fernsteuerkonzept)                                                  | ÖBB          |
| 14/15   | speziell als Datenleitung verdrillt (Zugbus) für WTB nach UIC 556 (DB-Sonderbelegung, artenreine Garnituren)                              | DB           |
| 16+/12- | Ruhestromkreis, Rückmeldung „mindestens eine Tür offen“ (invers zu Normierung, artenreine Garnituren)                                     | DB           |
| 17/18   | Datenleitung verdrillt (Zugbus) für IBIS/Fahrgastinformationssystem (DB-Sonderbelegung artenreine Garnituren)                             | DB           |
| 17/18   | Datenleitung verdrillt (Zugbus) für WTB nach ÖBB-Fernsteuerkonzept, nicht kompatibel zu UIC 556                                           | ÖBB          |